# Hypenodes nigritalis
Hypenodes nigritalis är en fjärilsart som beskrevs av Ronkay 1984. Hypenodes nigritalis ingår i släktet Hypenodes och familjen nattflyn. Inga underarter finns listade i Catalogue of Life.